# Sinfonia Lahti

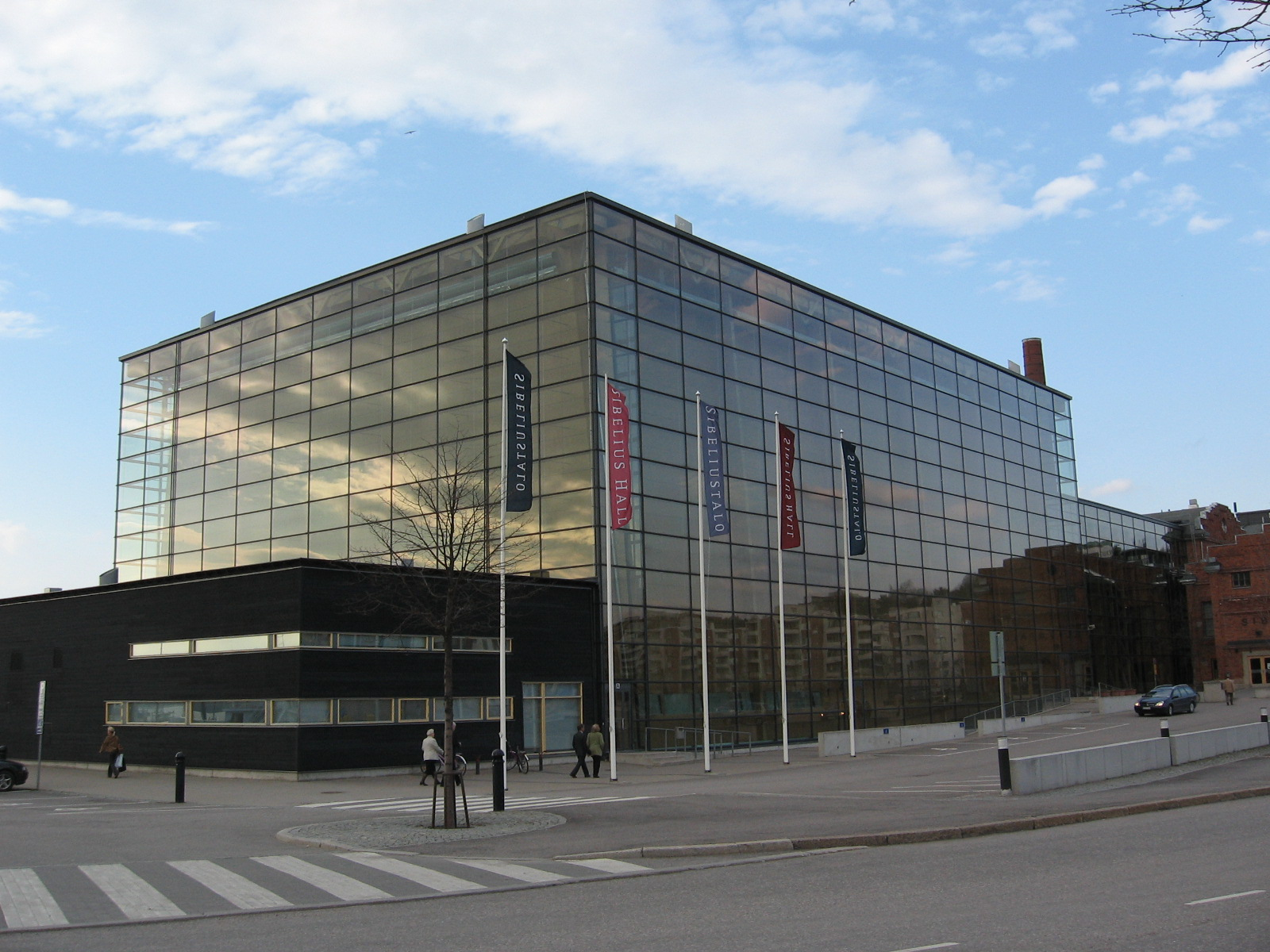
De Sibeliushal, thuisbasis van het orkest

Sinfonia Lahti is een symfonieorkest uit de Finse stad Lahti.
De eerste opzet tot een orkest vond plaats in 1910, toen het van start ging als het orkest van de Muziekvrienden van Lahti. In 1949 werd het een stedelijk symfonieorkest. In het westen bleef het orkest vrij onbekend, totdat het Zweedse platenlabel BIS het 'ontdekte'. Met zijn toenmalige reserve- en later vaste chef-dirigent Osmo Vänskä werd het orkest onder de naam Lahti Symphony Orchestra een vaste speler voor dat label met opnamen van werken van Jean Sibelius, maar ook een serie gewijd aan Kalevi Aho, die enige tijd huiscomponist was, en Joonas Kokkonen. Het orkest viel in de prijzen met de cd-premières van de onuitgegeven eerste versies van het vioolconcert en de vijfde symfonie van Sibelius. Onder Vänska's leiding speelde het orkest in 2003 voor het eerst in Nederland, in het Amsterdamse Concertgebouw.
Vänskä verhuisde in 2008 naar het Minnesota Orchestra en werd bij zijn afscheid benoemd tot eredirigent. Hij werd opgevolgd door Jukka Pekka Saraste, die in de herfst van 2011 werd opgevolgd door Okko Kamu. Sinds 2021 is Dalia Stasevska chef-dirigent. 
Het orkest met ongeveer 60 leden verzorgt concerten met klassieke muziek in Lahti en omstreken, reist de gehele wereld af, maar heeft toch nog tijd om af en toe een uitstapje te maken naar georkestreerde popmuziek. Zo verschenen er albums met muziek van ABBA en Queen gezongen door Rajaton.  
In 2000 kreeg Lahti een nieuwe concertzaal in de Sibeliushal. 

## Chef-dirigenten
- Martti Similä 1951–1957
- Urpo Pesonen 1959–1978
- Jouko Saari 1978–1984
- Ulf Söderblom 1985–1988
- Osmo Vänskä 1988–2008
- Jukka Pekka Saraste 2008-2011
- Okko Kamu 2011-2016
- Dima Slobodeniouk 2016-2021
- Dalia Stasevska 2021-